# Elizabeth Vargas
Elizabeth Vargas, född 6 september 1962 i Paterson i delstaten New Jersey i USA, är en amerikansk TV-journalist som läser upp TV-nyheterna i 20/20 och ABC News. Hon övergick till ABC News 1996, efter att tidigare ha arbetat med NBC News sedan 1993. Den 20 juli 2002 gifte hon sig med sångaren och låtskrivaren Marc Cohn. De skilde sig i augusti 2014.

### Fotnoter
1. ↑  ”Elizabeth Vargas” (på engelska). World Science Festival. http://www.worldsciencefestival.com/participants/elizabeth_vargas/. Läst 3 januari 2016.
2. ↑  ”Elizabeth Vargas' Biography” (på engelska). ABC News. http://abcnews.go.com/2020/read-elizabeth-vargas-biography/story?id=130792. Läst 3 januari 2016.
3. ↑  Louis Smith Brady (28 juli 2002). ”Weddings: Vows; Elizabeth Vargas and Marc Cohn” (på engelska). New York Times. http://www.nytimes.com/2002/07/28/style/weddings-vows-elizabeth-vargas-and-marc-cohn.html. Läst 3 januari 2016.
4. ↑  Zayda Rivera (20 augusti 2014). ”Elizabeth Vargas, husband Marc Cohn divorcing after 12 years of marriage: report” (på engelska). New York Daily News. http://www.nydailynews.com/entertainment/gossip/elizabeth-vargas-marc-cohn-divorcing-report-article-1.1910646. Läst 3 januari 2016.